# Bahnstrecke Mělník–Mšeno
| Kursbuchstrecke (SŽ): | 076                  |                                                 |                                                 |
| Streckenlänge: | 23,734 km            |                                                 |                                                 |
| Spurweite: | 1435 mm (Normalspur) |                                                 |                                                 |
| Maximale Neigung: | 21 ‰                 |                                                 |                                                 |
| Streckengeschwindigkeit: | 50 km/h              |                                                 |                                                 |
| |                      |                                                 |                                                 |
| \| \| \| von Děčín-Prostřední Žleb (vorm. ÖNWB) \| \| \| \| 0,000 \| Mělník \| 175 m \| \| \| \| nach Nymburk (–Wien Nordwestbf) (vorm. ÖNWB) \| \| \| \| 1,888 \| Velký Borek \| 185 m \| \| \| 4,171 \| Mělnická Vrutice \| 190 m \| \| \| 6,985 \| Jenichov \| Jenichov \| \| \| 8,005 \| Hleďsebe \| 205 m \| \| \| 9,472 \| Lhotka u Mělníka zastávka \| 205 m \| \| \| 10,710 \| Lhotka u Mělníka \| 210 m \| \| \| \| nach Střednice (vorm. LB Melnik–Mscheno) \| \| \| \| 15,203 \| Nebužely \| 290 m \| \| \| 17,332 \| Živonín \| 315 m \| \| \| 20,449 \| Kanina \| 340 m \| \| \| 23,734 \| Mšeno \| 355 m \| \| \| \| nach Dolní Cetno (vorm. LB Mscheno–Unter Cetno) \| \| |                      |                                                 |                                                 |
| Strecke |                      | von Děčín-Prostřední Žleb (vorm. ÖNWB)          | von Děčín-Prostřední Žleb (vorm. ÖNWB)          |
| Bahnhof | 0,000                | Mělník                                          | 175 m                                           |
| Abzweig geradeaus und nach rechts |                      | nach Nymburk (–Wien Nordwestbf) (vorm. ÖNWB)    | nach Nymburk (–Wien Nordwestbf) (vorm. ÖNWB)    |
| Haltepunkt / Haltestelle | 1,888                | Velký Borek                                     | 185 m                                           |
| Haltepunkt / Haltestelle | 4,171                | Mělnická Vrutice                                | 190 m                                           |
| ehemaliger Haltepunkt / Haltestelle | 6,985                | Jenichov                                        | Jenichov                                        |
| Haltepunkt / Haltestelle | 8,005                | Hleďsebe                                        | 205 m                                           |
| Haltepunkt / Haltestelle | 9,472                | Lhotka u Mělníka zastávka                       | 205 m                                           |
| Bahnhof | 10,710               | Lhotka u Mělníka                                | 210 m                                           |
| Abzweig geradeaus und ehemals nach links |                      | nach Střednice (vorm. LB Melnik–Mscheno)        | nach Střednice (vorm. LB Melnik–Mscheno)        |
| Haltepunkt / Haltestelle | 15,203               | Nebužely                                        | 290 m                                           |
| Haltepunkt / Haltestelle | 17,332               | Živonín                                         | 315 m                                           |
| Haltepunkt / Haltestelle | 20,449               | Kanina                                          | 340 m                                           |
| Bahnhof | 23,734               | Mšeno                                           | 355 m                                           |
| Strecke |                      | nach Dolní Cetno (vorm. LB Mscheno–Unter Cetno) | nach Dolní Cetno (vorm. LB Mscheno–Unter Cetno) |

Die Bahnstrecke Mělník–Mšeno ist eine regionale Eisenbahnverbindung in Tschechien, die ursprünglich als Teil der staatlich garantierten Lokalbahn Melnik–Mscheno erbaut und betrieben wurde. Sie verläuft am Rande der Daubaer Schweiz von Mělník nach Mšeno.
Nach einem Erlass der tschechischen Regierung ist die Strecke seit dem 20. Dezember 1995 als regionale Bahn („regionální dráha“) klassifiziert.

## Geschichte
Die Konzession für die Lokalbahn Melnik–Mscheno wurde am 18. Jänner 1896 erteilt. Eröffnet wurde die Strecke am 22. Juni 1897 gemeinsam mit der Zweigbahn nach Střednice. Den Betrieb führten die k.k. Staatsbahnen (kkStB) für Rechnung der Eigentümer aus.
Im Jahr 1912 wies der Fahrplan der Lokalbahn zwei Personenzüge und zwei gemischte Zugpaare 2. und 3. Klasse aus, von denen zwei bis Jungbunzlau bzw. Alt Paka durchgebunden waren. Sie benötigten für die 24 Kilometer lange Strecke mehr als eine Stunde.
Am 1. Januar 1925 wurden die privaten Lokalbahnen verstaatlicht und die Strecke wurde ins Netz der ČSD integriert.

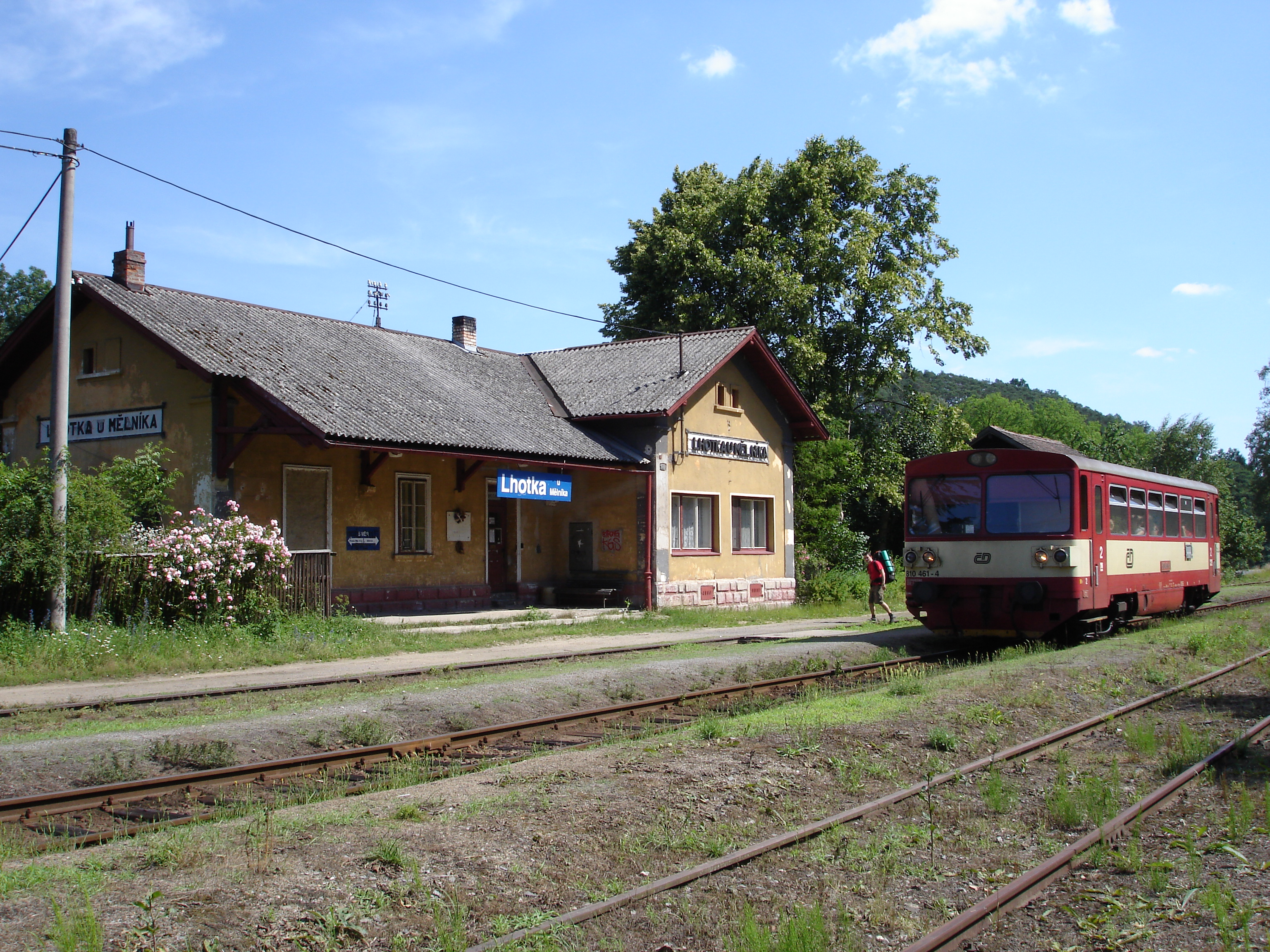
Reisezug im Bahnhof Lhotka u Mělníka (2006)

Mit dem Einsatz moderner Motorzüge kam es Mitte der 1930er Jahre zu einer signifikanten Fahrzeitverkürzung. Der Winterfahrplan von 1937/38 verzeichnete fünf Personenzugpaare 3. Klasse, die als Motorzug verkehrten. Die Fahrzeit in der Relation Mělník–Mšeno betrug nur noch 42–46 Minuten.
Im Zweiten Weltkrieg lag die Strecke zur Gänze im Protektorat Böhmen und Mähren. Betreiber waren jetzt die Protektoratsbahnen Böhmen und Mähren (ČMD-BMB). Am 9. Mai 1945 kam die Strecke wieder vollständig zu den ČSD.
Am 1. Jänner 1993 ging die Strecke im Zuge der Auflösung der Tschechoslowakei an die neu gegründeten České dráhy (ČD) über. Seit 2003 gehört sie zum Netz des staatlichen Infrastrukturbetreibers Správa železniční dopravní cesty (SŽDC).
Der Fahrplan 2008 sah insgesamt sieben tägliche Reisezugpaare über die Gesamtstrecke vor, die in einem angenäherten Zweistundentakt verkehrten. Ein Teil der Züge war bis Lomnice nad Popelkou durchgebunden.

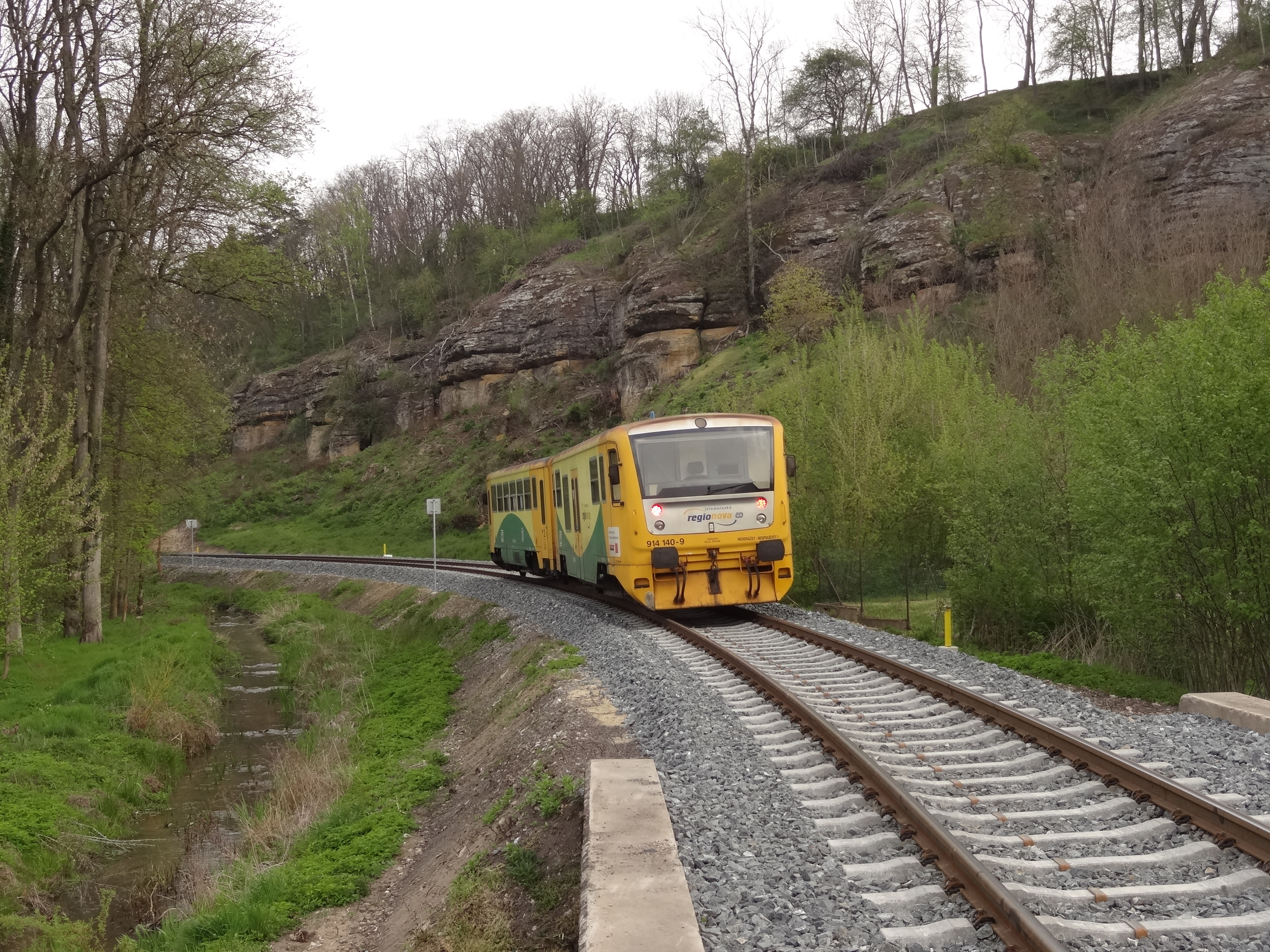
Triebzug der Reihe 814 „Regionova“ bei Lhotka u Mělníka nach der Streckenerneuerung (Mai 2016)

Aufgrund des schlechten Streckenzustands musste am 15. September 2014 auf einigen längeren Streckenabschnitten eine Langsamfahrstelle von 10 km/h eingerichtet werden. Der Reisezugverkehr wurde seitdem im Schienenersatzverkehr abgewickelt. Die Instandsetzung der Schäden war im zweiten Quartal 2015 vorgesehen. Im März 2015 wurde bekannt, dass sich die Instandsetzung der Strecke bis zum Jahresende 2015 verzögern würde. Der Streckenbetreiber SŽDC plante schließlich eine vollständige Rekonstruktion der Strecke. Gerechnet wurde mit einem Kostenrahmen von insgesamt 500 Millionen Kč.
Am 13. Dezember 2015 wurde der Verkehr mit sechs Zugpaaren täglich wieder aufgenommen.
Seit dem Fahrplanwechsel zum 12. Dezember 2021 verkehren werktags nur noch vier Personenzugpaare, die teilweise von und nach Mladá Boleslav město oder Lomnice nad Popelkou durchgebunden werden. An Sonn- und Feiertagen verkehren Personenzüge nur noch im Sommerhalbjahr von März bis Ende Oktober im Zweistundentakt, ergänzt durch ein Schnellzugpaar in der Relation Praha-Vršovice–Mšeno.

## Fahrzeugeinsatz

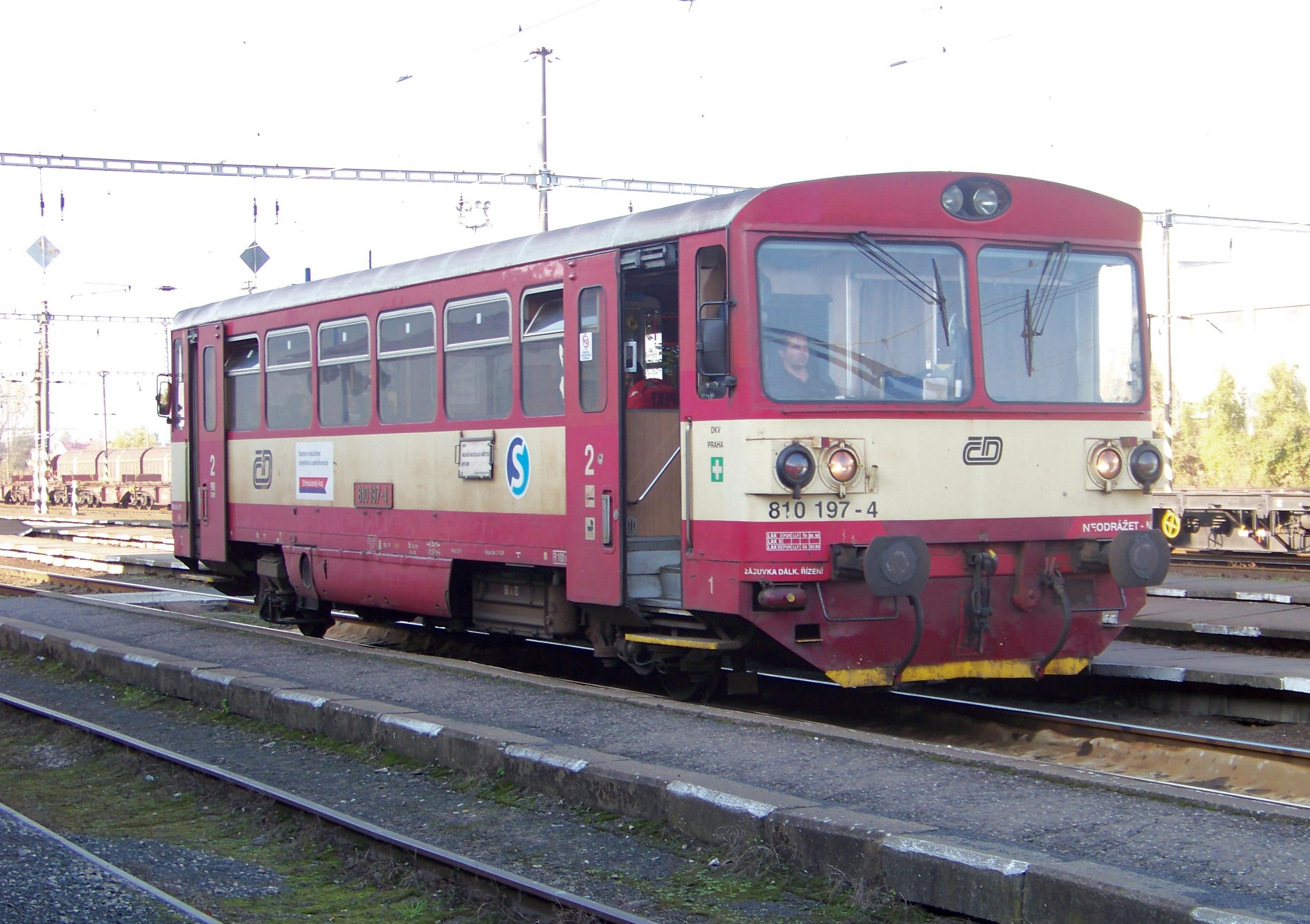
Triebwagen der Baureihe 810 im Bahnhof Mělník (2010)

In den ersten Betriebsjahren wurde der Betrieb mit leichten dreifachgekuppelten Tenderlokomotiven abgewickelt. Neben den von der ÖNWB beschafften kkStB 262 kamen auch die typischen österreichischen Lokalbahnlokomotiven der Reihen 178 und 99 der kkStB zum Einsatz.
Heute wird der Zugverkehr ausschließlich mit Triebwagen der Baureihe 810 und deren modernisierte Variante Baureihe 814 „Regionova“ abgewickelt.